# دیک پری

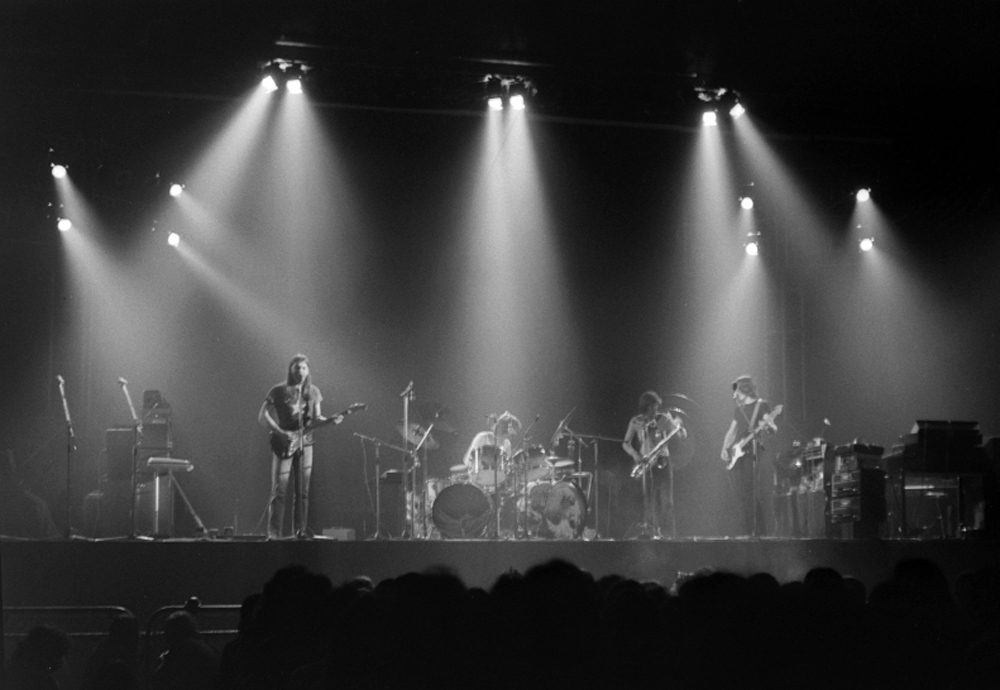
دیک پری همراه با پینک فلوید در سال ۱۹۷۳ (دومین نفر از راست)

ریچارد «دیک» پری (به انگلیسی: Dick Parry) (زاده ۲۴ دسامبر ۱۹۴۲ انگلیس) یک نوازنده ساز ساکسفون اهل انگلیس است.نام او به عنوان موسیقی‌دان فصلی در آلبوم‌های مختلفی از هنرمندان و گروهای مدرن دیده شده است، و شاید بیشتر به خاطر نواختن ساکسفون در آهنگ‌هایی بمانند «پول»«ما و آن‌ها»«بدرخش ای الماس مجنون»«زیر و رو شدن» از گروه پراگرسیو راک پینک فلوید شناخته شده باشد.نام او در آلبومی از گروه موسیقی بلوداستون با نام Riddle of the Sphinx نیز دیده می‌شود.